# Расширения архитектуры x86
Расширения архитектуры x86 (x86 extended features) — инженерные решения, разрабатываемые различными производителями микропроцессоров архитектуры x86 для собственных процессоров, которые, зачастую, присутствуют в одних моделях и отсутствуют в других. Разработчики программного обеспечения, прежде чем использовать их в собственных программах, должны выполнить специальную команду CPUID, которая сообщает о наличии тех или иных расширений. Если расширение не поддерживается, программа должна либо завершить работу, либо использовать другие алгоритмы, не использующие расширений.
Иногда расширения становятся часто используемыми в популярных программах, тогда их начинают включать в свои процессоры практически все производители.
Наиболее известные из расширений MMX, SSE, 3DNow!, Hyper-threading. В основном, новые расширения разрабатываются фирмой Intel и затем подхватываются другими производителями. Но иногда бывает так, что сама Intel включает в свои процессоры расширения, созданные иными фирмами. К примеру, так было с архитектурой x86-64, впервые разработанной компанией AMD, а уже впоследствии реализованная Intel как Intel64/EM64T.

## Стандартный набор расширений («от Intel»)
- CPUID, EAX=00000001H

| Расширение | Флаг CPUID | Описание |
| ---------- | ---------- | --- |
| FPU        | EDX[0]     | Встроенное устройство с плавающей точкой                                                                                             |
| VME        | EDX[1]     | Расширение режима V86 |
| DE         | EDX[2]     | Улучшенные средства отладки |
| PSE        | EDX[3]     | Большие страницы (4MiB/2MiB) |
| TSC        | EDX[4]     | Встроенный счетчик времени (машинных тактов)                                                                                         |
| MSR        | EDX[5]     | Моделезависимые регистры |
| PAE        | EDX[6]     | Расширение физического адреса |
| MCE        | EDX[7]     | Генерация исключения машинного контроля                                                                                              |
| CX8        | EDX[8]     | Поддерживается инструкция CMPXCHG8B                                                                                                  |
| APIC       | EDX[9]     | Встроенный локальный контроллер прерываний                                                                                           |
| SEP        | EDX[11]    | Поддерживаются инструкции SYSENTER и SYSEXIT                                                                                         |
| MTRR       | EDX[12]    | Имеется возможность задавать тип кэша для определённых областей памяти в специальных регистрах                                       |
| PGE        | EDX[13]    | Поддерживается флаг глобальных страниц (не сбрасываемых в TLB при переключении контекстов)                                           |
| MCA        | EDX[14]    | Поддерживаются средства машинного контроля                                                                                           |
| CMOV       | EDX[15]    | Поддерживаются инструкции условной пересылки данных                                                                                  |
| PAT        | EDX[16]    | Поддерживаются расширенные атрибуты кэширования для отдельных страниц                                                                |
| PSE36      | EDX[17]    | Большие страницы (4MiB) по физическим адресам выше 4GiB                                                                              |
| PSN        | EDX[18]    | Имеется возможность чтения серийного номера процессора                                                                               |
| CLFL       | EDX[19]    | Поддерживается инструкция CLFLUSH |
| DTES       | EDX[21]    | Debug Trace and EMON Store MSRs |
| ACPI       | EDX[22]    | Имеются средства измерения температуры процессорного ядра                                                                            |
| MMX        | EDX[23]    | Поддерживается набор инструкций технологии Intel MMX                                                                                 |
| FXSR       | EDX[24]    | Есть возможность сохранять/восстанавливать расширенный контекст                                                                      |
| SSE        | EDX[25]    | Поддерживается набор инструкций технологии SSE                                                                                       |
| SSE2       | EDX[26]    | Поддерживается набор инструкций технологии SSE2                                                                                      |
| SS         | EDX[27]    | Self-snoop |
| HTT        | EDX[28]    | Поддерживается технология HyperThreading.                                                                                            |
| TM1        | EDX[29]    | Поддерживаются расширенные средства контроля температуры с генерацией прерывания                                                     |
| IA-64      | EDX[30]    | Программа запущена в режиме эмуляции на процессоре Itanium                                                                           |
| PBE        | EDX[31]    | Pending break event |
| SSE3       | ECX[0]     | Поддерживается набор инструкций технологии SSE3                                                                                      |
| PCLMUL     | ECX[1]     | Поддерживается инструкция PCLMUL |
| DTES64     | ECX[2]     | 64-bit Debug Trace and EMON Store MSRs                                                                                               |
| MON        | ECX[3]     | Поддерживаются инструкции MONITOR/MWAIT                                                                                              |
| DSCPL      | ECX[4]     | CPL-qualified Debug Store |
| VMX        | ECX[5]     | Поддерживается технология виртуализации Intel VT (Vanderpool)                                                                        |
| SMX        | ECX[6]     | Поддерживается технология управления доверием Intel TXT (LaGrande)                                                                   |
| EST        | ECX[7]     | Поддерживается Enhanced SpeedStep Technology                                                                                         |
| TM2        | EDX[8]     | Поддерживаются расширенные средства контроля температуры с генерацией прерывания и регистр THERM2_CONTROL                            |
| SSSE3      | ECX[9]     | Поддерживается набор инструкций технологии SSSE3                                                                                     |
| CID        | ECX[10]    | context ID: the L1 data cache can be set to adaptive or shared mode                                                                  |
| FMA        | ECX[12]    | Поддерживается набор инструкций FMA                                                                                                  |
| CX16       | ECX[13]    | Поддерживается инструкция CMPXCHG16B                                                                                                 |
| ETPRD      | ECX[14]    | MISC_ENABLE.ETPRD |
| PDCM       | ECX[15]    | Performance Debug Capability MSR |
| DCA        | ECX[18]    | Direct Cache Access (that is, the ability to prefetch data from MMIO)                                                                |
| SSE4.1     | ECX[19]    | Поддерживается набор инструкций технологии SSE4.1                                                                                    |
| SSE4.2     | ECX[20]    | Поддерживается набор инструкций технологии SSE4.2                                                                                    |
| x2APIC     | ECX[21]    | Расширение локального APIC, 32-битный ID, регистры APIC доступны как MSR                                                             |
| MOVBE      | ECX[22]    | Поддерживается инструкция MOVBE |
| POPCNT     | ECX[23]    | Поддерживается инструкция POPCNT |
| AES        | ECX[25]    | Поддерживается аппаратное ускорение для алгоритма шифрования AES                                                                     |
| XSAVE      | ECX[26]    | Расширенная поддержка полного или частичного сохранения/восстановления расширенных контекстов                                        |
| OSXSAVE    | ECX[27]    | Флаг, указывающий приложению, что операционная система способна сохранять/восстанавливать расширенные контексты (регистры XMM и т.п) |
| AVX        | ECX[28]    | Поддерживается набор векторных инструкций AVX и кодирование с помощью префикса VEX                                                   |

## Дополнительный набор расширений («от AMD»)
- CPUID, EAX=80000001H

| Расширение | Флаг CPUID | Описание                                                                      |
| ---------- | ---------- | ----------------------------------------------------------------------------- |
| SYSCALL    | EDX[11]    | Поддерживаются инструкции SYSCALL и SYSRET                                    |
| FCMOV      | EDX[16]    | Поддерживаются инструкции условной пересылки данных с плавающей точкой (FPU). |
| MP         | EDX[19]    | Поддерживаются многопроцессорные конфигурации                                 |
| NX         | EDX[20]    | Поддерживается атрибут страницы, запрещающий исполнение программного кода.    |
| MMX+       | EDX[22]    | Поддерживаются расширения технологии MMX от AMD                               |
| MMX+       | EDX[24]    | Поддерживаются расширения технологии MMX от Cyrix.                            |
| FFXSR      | EDX[25]    | Поддерживается быстрое сохранение/восстановление расширенных контекстов       |
| PG1G       | EDX[26]    | Гигантские страницы (1GiB)                                                    |
| TSCP       | EDX[27]    | Улучшенная поддержка встроенного счетчика времени                             |
| LM         | EDX[29]    | Длинный режим                                                                 |
| 3DNOW+     | EDX[30]    | Поддерживается расширение набора инструкций технологии 3DNow!                 |
| 3DNOW      | EDX[31]    | Поддерживается набор инструкций технологии 3DNow!                             |
| AHF64      | ECX[0]     | Инструкции LAHF/SAHF доступны из 64-битного режима                            |
| CMP        | ECX[1]     | HTT=1 indicates HTT (0) or CMP (1)                                            |
| SVM        | ECX[2]     | Поддерживается технология виртуализации AMD-V (Pacifica)                      |
| EAS        | ECX[3]     | Поддерживается расширение APIC (APIC_VER.EAS, EXT_APIC_FEAT, и т.д.)          |
| CR8D       | ECX[4]     | Регистр CR8 доступен из наследственного режима                                |
| LZCNT      | ECX[5]     | Поддерживается инструкция LZCNT                                               |
| SSE4A      | ECX[6]     | Поддерживается набор инструкций технологии SSE4A                              |
| MSSE       | ECX[7]     | Допустимо отсутствие выравнивания в SSE                                       |
| 3DNow!     | ECX[8]     | Поддерживается инструкция PREFETCH/PREFETCHHW                                 |
| OSVW       | ECX[9]     | OS-visible workaround                                                         |
| IBS        | ECX[10]    | instruction based sampling                                                    |
| SKINIT     | ECX[12]    | Поддерживается технология управления доверием в AMD-V                         |
| WDT        | ECX[13]    | Поддерживается встроенный сторожевой таймер                                   |
| SHA        |            | Поддерживается аппаратное ускорение для алгоритма шифрования SHA              |